# 紫文要領
『紫文要領』（しぶんようりょう）は、江戸時代中・後期の国学者である本居宣長（1730年 - 1801年）による源氏物語の注釈書である。「もののあはれ」を初めて体系的な形で提唱したことで知られる。弟子による写本である東京大学図書館本居文庫蔵本は『源氏物語玉の小琴』の内題を持っている。

## 概要
本書は上下2巻計140丁からなるもので、本書の大部分（上巻の後半から下巻の前半部分にかけて）を占める「源氏物語本意のこと」において『源氏物語』の主題を「もののあわれ」であるとする論を展開している。同時期に成立したとされる歌論『石上私淑言（いそのかみささめごと）』とともに宣長の「もののあわれ」文学観の成立を示すものである。宣長は奥書において本書の内容は誰かに学んだものではなく自分で考えたことであるとしており、本書はあくまで「習作」であるとしている。現存する自筆本には長年にわたると見られる無数の加筆訂正削除の跡が見られる。宣長は本書を版本として刊行することもなく、手元の写本を人に見せることはほとんどなかったとされるものの、門人による写本が少なくとも一部現存しており、東京大学図書館の本居文庫に所蔵されている。
本居宣長はほぼ全生涯にわたって源氏物語に深い関心を寄せ続けており、20歳ころのものと思われる『源氏物語』の語釈をとりまとめた『源氏物語覚書』をはじめ『源氏物語』に関する著作も多いが、宣長が34歳のときに完成した本書は、宣長による最初のまとまった『源氏物語』論であるにもかかわらず、長年の考察の末68歳になってまとめられた『源氏物語玉の小櫛』と比べても論旨が変わる部分はほとんど無い。

## 成立
本書の奥書によれば、本書は宝暦13年6月7日（1763年7月17日）に脱稿したものであり、同年5月25日（1763年7月5日）の賀茂真淵との対面後本格的に『古事記』や『万葉集』の研究を始める前に、それまで行ってきた『源氏物語』研究に一区切りつけてその成果をまとめたものであるとされる。

## 内容

### 序論的部分
比較的小さないくつかの章に分けて『源氏物語』の作者、本文、注釈などについての考察を行っている。この部分は安藤為章の『紫家七論』による部分が多いが、宣長独自の考察も多く含まれている。
- 作者の事
藤原道長や紫式部の父（藤原為時）が書き加えたなどという古注にしばしば見える異説を批判し、『源氏物語』は全て紫式部が作ったものであることは間違いないとしている。
雲隠巻などというものは理由があって巻名だけがあって名前が無いものであるがそれは理由があってのことである。今伝えられている雲隠とは後の人の作ったものである。
宇治十帖が紫式部の作でないなどという説があるがそのようなことはなく、全て紫式部の作である。
- 述作由来の事
当時『源氏物語』の成立事情を説明するものとして主流であった『源氏物語のおこり』を否定している。
- 述作時代の事
『河海抄』の記述を引いて寛弘のころに書かれ康和のころに広まったとしている。
- 作者系譜の事
作者紫式部の父方・母方（藤原為信）・夫（藤原宣孝）の系譜について触れ、いずれもが藤原氏の北家につながることを述べている。
- 紫式部と称する事
清少納言や和泉式部といった当時の女流作家の例を引いて紫式部を含めたこれらの名前は本名ではなく父・兄・夫の官職などに基づく「女房名」であるとしているが、「紫」の文字を含むことが女房名としても特異なものであることにも触れている。
- 準拠の事
古くから準拠ということがさまざまにいわれてきたがあまり意味はないことであるとしている。
- 題号の事
古くからの注釈書で『光源氏物語』と呼ぶことについて述べている。
- 雑々の事
『源氏物語』60巻説のことについて、取り上げるに値しない説であるとしている。
並びの巻のことについて、古くからさまざまな説が言われているが、本来の『源氏物語』とは何の係わりも無いことである。ただしこのことは古くからいろいろといわれているのでそのようなことがいわれていたことさえ一通り心得ておけばそれでよい。
系図と年立のことについて、『源氏物語』を正しく理解するためには必要なことであるとしている。「『年紀考』を見よ」といった記述のあることからこのときすでに『源氏物語年紀考』ができあがっていたと考えられる。
本文のことについて、源氏物語の本文には青表紙本と河内本があるとされるが、河内本は見たことが無いとしている。
- 注釈の事
『河海抄』が註釈の第一であり、『河海抄』と『花鳥余情』があればたいていのことは用が足りる。そのほかに『弄花抄』、『細流抄』、『孟津抄』、『明星抄』、『岷江入楚』、『源氏物語抄』（『紹巴抄』）といった数多くの注釈書の名前を挙げているがほとんど同じことを述べており、その違いはわずかなものであるとしている。『湖月抄』は全ての本文と主要な説を載せているため大変便利なものである。著者の身分が地下の人であり低いことを理由に『湖月抄』の価値を低く見る意見があることを批判している。注釈書にはそのほかさまざまな「秘説」なるものがあるがとるに足らないものである。

### 大意の事
『源氏物語』の主題について、上巻の後半部から下巻の前半部分にかけて本書の中で最も分量を割いて論じられている。最初にそれまで主流であった仏教思想や儒教思想に基づいて『源氏物語』を理解しようとする姿勢を批判し、『源氏物語』は勧善懲悪の書であるとの論を否定している。次に『源氏物語』の本文中の「物語」について触れた部分を挙げ、そこに何が書かれているのかを調べて『源氏物語』が「物語」をどうとらえているのかを探っている。特に蛍の巻において光源氏が玉鬘にたいして語っている「日本紀にはたいしたことは書いていない。物語にこそ本当のことが書いてある」との論を重要視している。これについては虚構の設定の中で本当に主張したいことを述べようとしているとして、鈴木日出男などが主張する物語虚構論につながるものであるとの見解もある。そのような考察の結果『源氏物語』の本意を「もののあわれ」であるとしている。

### 末尾部分
- 歌人此の物語を見る心ばえの事
歌作において『源氏物語』が重要視されてきたことについて、そもそも『源氏物語』は歌作のために書かれたのではないとして批判を加えている。

## 本文
本書『紫文要領』は存在・書名・おおよその内容については宣長の生前から弟子や関係者の間ではある程度は知られていたとみられるものの、刊本として出版されることはなかった（下記にあるとおり本書の初めての「印刷本」は昭和時代になってから『本居全集』を出版する際にその中におさめられたものである）ために、「宣長が認めた完成形」が存在しない（あえて言えば大幅な加筆の上晩年になって完成した『源氏物語玉の小櫛』が唯一の「宣長が認めた完成形」であると見ることもできる）。
宝暦13年成立の自筆稿本は三重県松阪市の本居宣長記念館に所蔵されており、通常活字本はこれを底本にしているが、これは宣長本人によって多くの書き込みや抹消がなされているものであり、どの形のものを本書の本文にするかという解釈上の問題が存在する。
- 本居豊穎校訂・本居清造再校『増補2版　本居全集　第10巻』吉川弘文館、1927年
本書の初めての活字本
- 村岡典嗣編『本居宣長全集　第3冊　紫文要領』岩波書店、1943年
- 大久保正・大野晋編集校訂『本居宣長全集 第4巻』筑摩書房、1969年 ISBN 4-480-74004-X
- 子安宣邦校注『紫文要領』岩波文庫黄219-11、岩波書店、2010年2月17日　ISBN 978-4-00-351012-4

このほか安永6年（1777年）時点のものを門人が書写したものが東京大学図書館本居文庫に所蔵されており、以下はこれを翻刻したものである。
- 大久保正・大野晋編集校訂『本居宣長全集 別巻第1巻』筑摩書房、1969年
- 日野竜夫校注『新潮日本古典集成 本居宣長集』新潮社、1983年7月　ISBN 4-10-620360-X